# محمد بانگورا
محمد بانگورا (انگلیسی: Mohamed Bangoura؛ زادهٔ ۱۴ مارس ۱۹۹۶) بازیکن فوتبال اهل گینه است.
وی همچنین در تیم ملی فوتبال گینه بازی کرده است.